# Bårddetjåhkkå

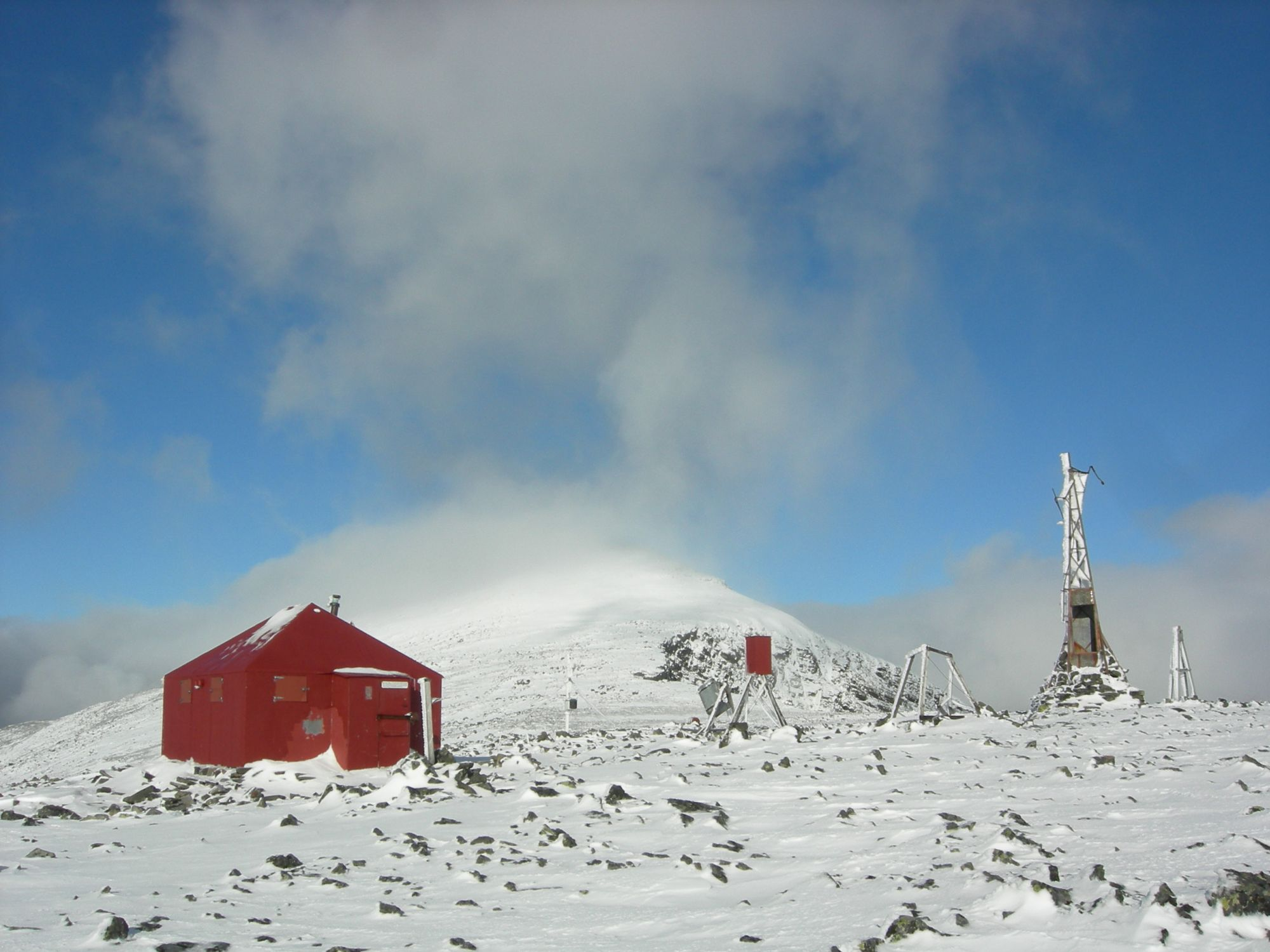
Axel Hambergs observatorium och Bårddetjåhkkå topp (september 2009)

Bårddetjåhkkå (Pårtetjåkko) är en topp på 2 005m i massivet Pårte i Sarek och är genom sin närhet till Kvikkjokk och sin flacka sydsluttning troligen Sveriges mest lättillgängliga 2 000m-topp. Nära toppen ligger Axel Hambergs observatorium från 1911.